# وجه اخباری

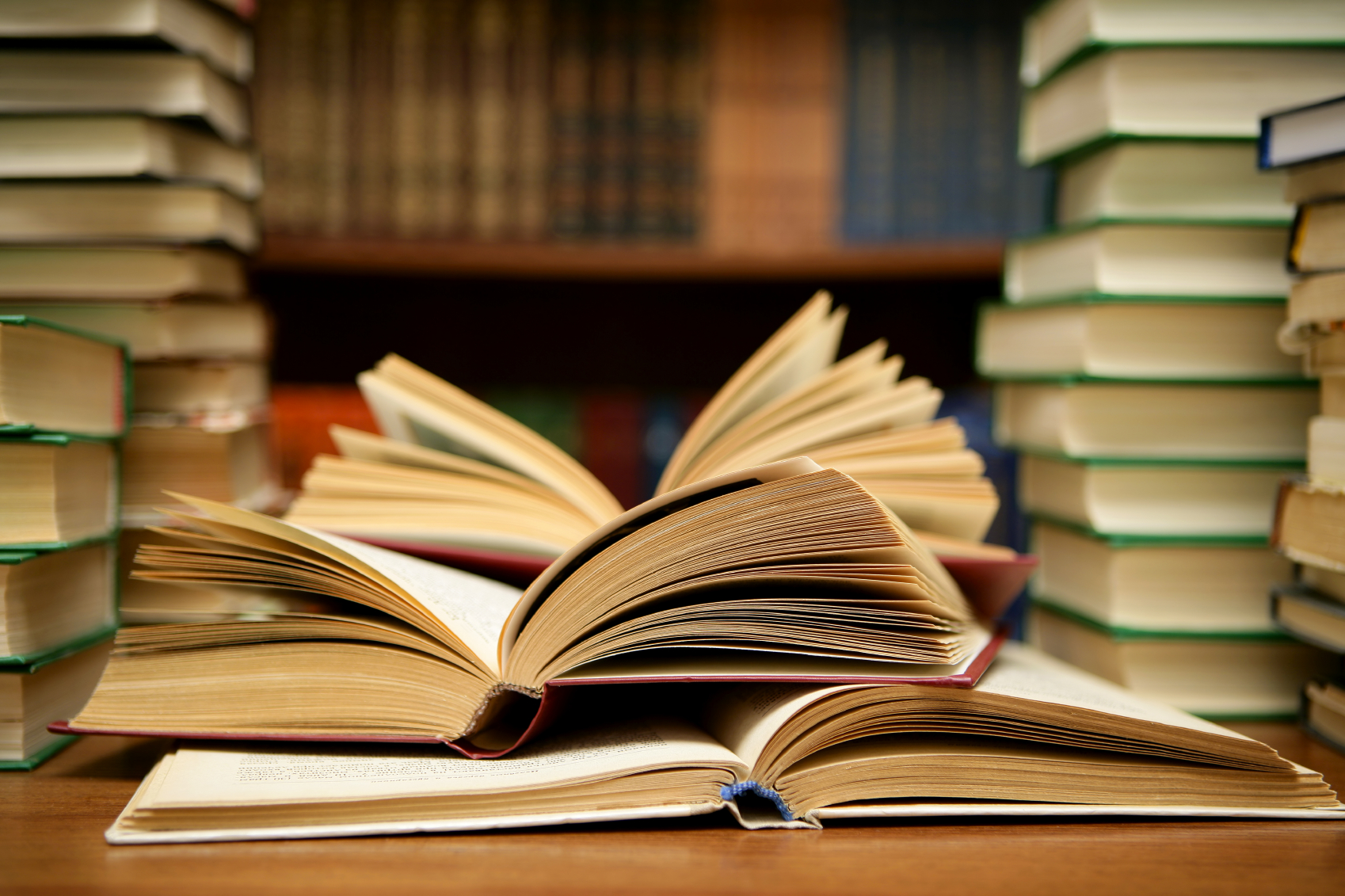
یک کتاب در کتابخانه

وجه اِخباری یا وجه گزارشی وجهی از فعل است که وضعیتی بیان‌شده را به صورت واقعیت نشان می‌دهد. به زبان ساده‌تر فعلی که در وجه اخباری باشد، مفهوم خبری دارد. این وجه وقوع یا عدم وقوع فعل را به صورت قطعی بیان می‌کند و اسناد در آن قابل صدق و کذب است.
وجه اخباری یا «وجه خبری» ساده‌ترین و رایج‌ترین نوع وجه دستوری در زبان‌هاست. وقتی گوینده می‌خواهد یک خبر، واقعیت یا گزارشی را به‌طور ساده و بدون بار عاطفی یا دستوری (مانند خواهش، دستور یا شرط) بیان کند، از وجه اخباری استفاده می‌کند.
وجه اخباری همان حالتی از فعل است که تنها زمانی که امری که از نظر ما قطعا اتفاق افتاده را می‌گوییم یا خبری را می‌دهیم، به‌کار می‌رود؛ یعنی وقتی می‌گوییم «چه چیزی هست» یا «چه اتفاقی افتاده»، بدون اینکه بخواهیم آرزو کنیم، فرمان بدهیم، یا شک کنیم.

## مثال‌ها در فارسی
۱. من به مدرسه می‌روم.
- جمله‌ای خبری، با فعل «می‌روم» در وجه اخباری.

۲. باران بارید.
- گزارشی از یک رویداد گذشته. فعل «بارید» در وجه اخباری است.

۳. او کتاب می‌خواند.
- این هم نمونه‌ای از کاربرد وجه اخباری است، چون دارد یک وضعیت یا عمل را گزارش می‌دهد.

مقایسه با وجه‌های دیگر:
- وجه امری: برو! (دستور)
- وجه تمنایی: کاش می‌آمد. (آرزو)
- وجه شرطی: اگر بیاید، خوشحال می‌شوم. (شرط)

در همهٔ این موارد، فعل دیگر در وجه اخباری نیست.